# Zelia verterbrata
Zelia verterbrata là một loài ruồi trong họ Tachinidae.